# Protosticta uncata
Protosticta uncata är en trollsländeart som beskrevs av Fraser 1931. Protosticta uncata ingår i släktet Protosticta och familjen Platystictidae. IUCN kategoriserar arten globalt som otillräckligt studerad. Inga underarter finns listade i Catalogue of Life.